# 卡瓦托雷
卡瓦托雷（義大利語：Cavatore），是意大利亚历山德里亚省的一个市镇。总面积10.44平方公里，人口320人，人口密度30.7人/平方公里（2009年）。ISTAT代码为006055。